# Бурсоль
Бурсо́ль — посёлок в Алтайском крае России на берегу озера Бурлинское (Бурсоль). Входит в городской округ город Славгород.

## География
Расположен на северо-западе края в центральной части Кулундинской равнины (Кулундинской степи), на озере Бурлинское, при железнодорожной станции Айнак на линии Кулунда — Татарск на Западно-Алтайском ходу Западно-Сибирской железной дороги.
Климат резко континентальный. Средняя температура января −18,9 °C, июля +20,8 °C. Количество атмосферных осадков — 250—290 мм.

## История
Добыча соли производится здесь уже более двухсот лет, с 1768 года. В 2010 году компания ОАО «Алтайкрайэнерго» получила лицензию на добычу соли в озере Бурлинском и образовала дочернее предприятие ООО «Алтайская соледобывающая компания», возобновилась крупная добыча соли. Сейчас предприятие вышло на уровень 65 000 тонн добычи поваренной соли в год.

## Население
| 1959 | 1968  | 1970  | 1979  | 1989 | 2002 | 2006 | 2007 | 2008 |
| ---- | ----- | ----- | ----- | ---- | ---- | ---- | ---- | ---- |
| 1601 | ↗2100 | ↘1601 | ↘1228 | ↘993 | ↘986 | ↘885 | ↗908 | ↘882 |
| 2009 | 2010  | 2011  | 2012  | 2013 |      |      |      |      |
| ↘868 | ↘651  | ↘643  | ↘638  | ↗654 |      |      |      |      |

## Инфраструктура
СОШ № 9, филиал МБОУ СОШ № 13.
Мемориал Великой Отечественной войны.

### Экономика
Градообразующее предприятие — Бурлинский соляной промысел (добыча поваренной соли) на озере Бурлинское, которое является крупнейшим месторождением поваренной соли в Западной Сибири.
Путевое хозяйство Западно-Сибирской железной дороги.

### Транспорт
Посёлок доступен автомобильным и железнодорожным транспортом.
Проходит автодорога регионального значения «Змеиногорск — Рубцовск — Волчиха — Михайловское — Кулунда — Бурла — граница Новосибирской области» (идентификационный номер 01 ОП РЗ 01К-03).